# Wagner Barreto
Wagner Barreto (Matinhos, 31 de agosto de 2000) é um cantor e instrumentista brasileiro que se tornou conhecido em 2016 por participar e vencer a primeira edição do talent show The Voice Kids Brasil.

## Biografia e carreira
Wagner Barreto, nascido na cidade de Matinhos, litoral do Paraná, aos 07 anos de idade Wagner juntamente com sua família trocaram a cidade litorânea para viver na Ilha Floresta, localizada à 01 hora de barco da cidade de Porto Rico, Paraná.
O gosto pela musica acendeu cedo, desde os 6 anos de idade. Em 2016 Wagner foi selecionado para participar da primeira edição do reality musical  The Voice Brasil Kids, o cantor fez as 3 cadeiras do reality virarem para ele, quando cantou a música de Roberto Carlos "Índia", foi classificado para a fase das batalhas. . Wagner foi para a fase das batalhas e cantou a música ‘Desculpe mas eu vou chorar’ do cantor Leonardo, junto com a dupla Íkaro e Rodrigo e Pepê Santos. A apresentação deles emocionou os jurados, e Victor e Léo  acabaram escolhendo Wagner para seguir no programa que era a fase dos Show ao Vivo.  Nos Shows ao Vivo Wagner Barreto cantou a música "Romaria" e passou com o voto do público para a semifinal. 

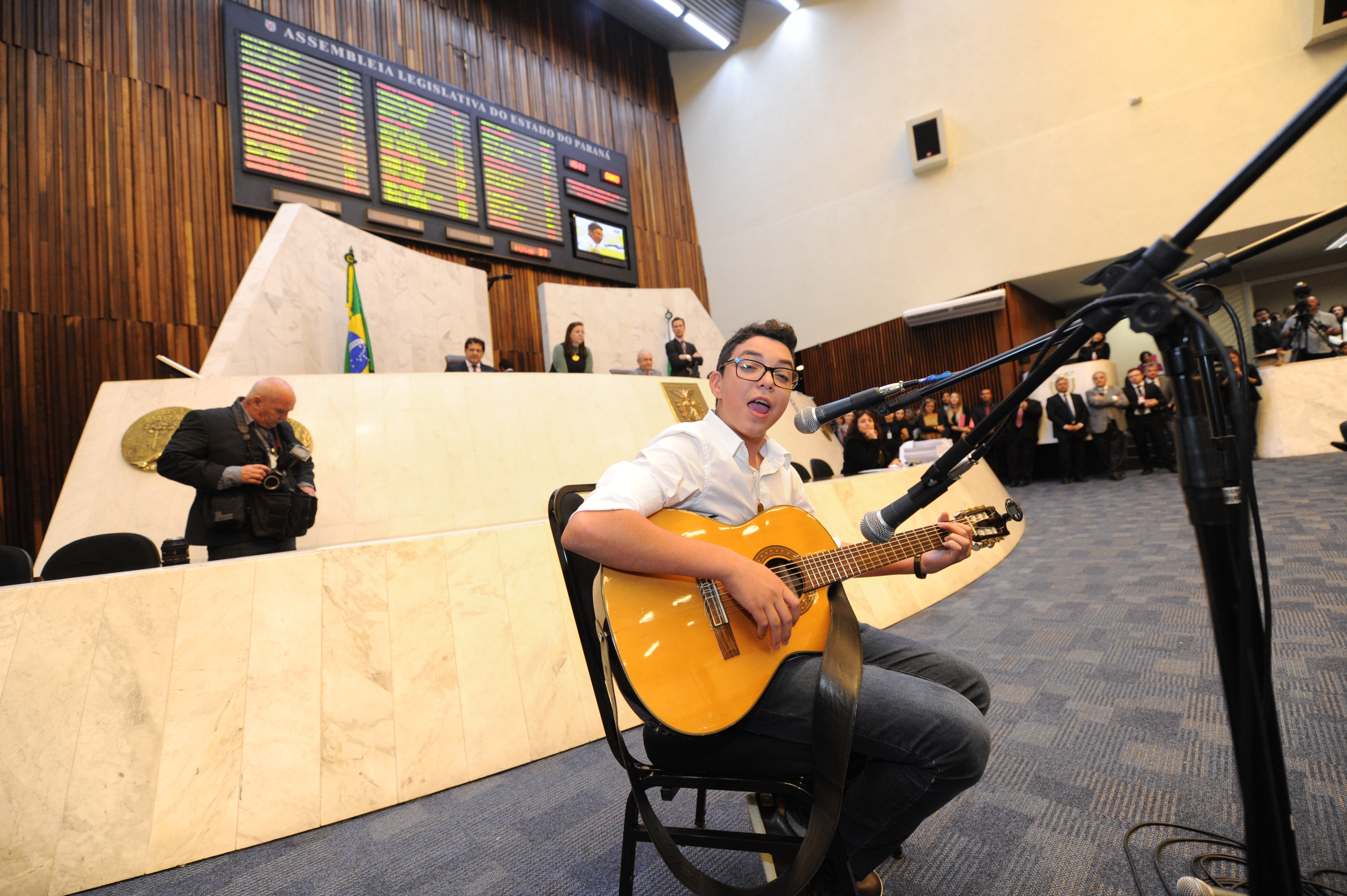
Barreto apresentando-se na Assembleia Legislativa do Paraná (2016)

Na semifinal Wagner Disputou a preferência do público e do juri com Enzo e Eder, Laura Schadeck e Ana Beatriz Torres, a vítória de Wagner Barreto foi unânime, teve o voto do júri e 47% dos votos do público, o índice mais alto atingido na semifinal, sendo assim classificado para grande final.  
Grande Final, Wagner Barreto disputou no dia 27/03/2016 a Grande Final do The Voice Kids  com Rafa Gomes e Pérola Crepaldi, ele cantou a música "Disparada" e também cantou com a dupla Victor e Léo. 
Ganhou 250 mil reais e mais a gravação de um álbum pela gravadora Universal Music, com o dinheiro Wagner pretende ajudar a família e investir na carreira musical gravando música e videoclipes. Após a vitória no The Voice Kids várias celebridades parabenizaram o músico, como a atriz Larissa Manoela, o jornalista Lair Rennó, o ator Rainer Cadete e o cantor Léo Chaves.  
Em junho de 2016 Wagner teve o primeiro álbum de estúdio lançado,  o homônimo "Wagner Barreto", no CD contém músicas que ele cantou no The Voice Kids, também com participações especiais da dupla Victor e Léo e de Luna Bandeira, ex-colega de reality musical. O primeiro álbum dele tem 10 faixas.  Wagner participou do Show Criança Esperança 2016 junto com Carlinhos Brown.

## Performances no The Voice Kids Brasil
| Episódio          | Canção (Artista)                        | Resultado                 | Notas                                                                  |
| ----------------- | --------------------------------------- | ------------------------- | ---------------------------------------------------------------------- |
| Audições às cegas | "índia" (Roberto Carlos)                | Todos os técnicos viraram | Escolheu Victor & Léo como técnicos                                    |
| Batalhas          | "Desculpe mas eu vou chorar" (Leonardo) | Venceu a batalha          | Batalhou contra Íkaro e Rodrigo e Pepê Santos (salvo por Victor & Léo) |
| Shows Ao Vivo     | "Romaria" (Renato Teixeira)             | Salvo pelo público        | Sem disputa                                                            |
| Semifinal         | "Todo azul do mar" (Flávio Venturini)   | Salvo                     | Disputa com Ana Beatriz,Enzo e Eder e Laura Schadeck(eliminados)       |
| Final             | "O carimbador maluco"(Raul Seixas)      | Vencedor (66% dos votos)  | Com Pérola Crepaldi e Rafa Gomes                                       |
| Final             | "Disparada" (Reginaldo Vandré)          | Vencedor (66% dos votos)  |                                                                        |
| Final             | "Tem que ser você"                      | Vencedor (66% dos votos)  | Com Victor e Léo                                                       |

## Discografia
- 2016: Wagner Barreto[20]